# Tiếng Yakut
Tiếng Yakut, còn gọi là tiếng Sakha, là một ngôn ngữ Turk với khoảng 450.000 người nói tập trung tại Cộng hòa Sakha của Liên Bang Nga. Như đa số ngôn ngữ Turk khác và ngôn ngữ tổ tiên Tiền Turk, tiếng Yakut là một ngôn ngữ chắp dính.

## Phân loại
Tiếng Yakut là một thành viên của nhóm ngôn ngữ Turk Xibia, cùng với tiếng Shor, tiếng Tuva, tiếng Dolgan và một số khác. Như tiếng Thổ Nhĩ Kỳ (thành viên đông người nói nhất ngữ hệ Turk), tiếng Yakut là một ngôn ngữ chắp dính với sự hài hòa nguyên âm và không có giống ngữ pháp. Cấu trúc từ ngữ thường là chủ-tân-động. Tiếng Yakut cũng được ảnh hưởng bởi các ngôn ngữ Tungus và Mongol.

## Phân bố địa lý
Tiếng Yakut chủ yếu được nói tại cộng hòa Sakha. Nó cũng được sử dụng bởi người Yakut tại vùng Khabarovsk, với những cộng đồng Yakut di cư nhỏ tại Thổ Nhĩ Kỳ. Tiếng Dolgan, một họ hàng gần của tiếng Yukut, là ngôn ngữ của người Dolgan tại vùng Krasnoyarsk. Tiếng Yakut còn được các dân tộc thiểu số tại cộng hòa Sakha sử dụng như lingua franca – nhiều người Dolgan, người Evenk, người Even và người Yukagir nói tiếng Yakut. Khoảng 8% người tại Sakha thuộc các dân tộc khác ngoài Yakut báo cáo rằng họ có hiểu biết tiếng Yakut (thống kê 2002).

## Ngữ âm

### Phụ âm
|          |           | Đôi môi | Răng | Chân răng | Vòm | Ngạc mềm | Thanh hầu |
| -------- | --------- | ------- | ---- | --------- | --- | -------- | --------- |
| Mũi      | Mũi       | m       | n    |           | ɲ   | ŋ        |           |
| Tắc      | vô thanh  | p       | t    |           | c   | k        |           |
| Tắc      | hữu thanh | b       | d    |           | ɟ   | ɡ        |           |
| Xát      | vô thanh  |         |      | s         |     | x        | h         |
| Xát      | hữu thanh |         |      |           |     | ɣ        |           |
| Tiếp cận | thường    |         |      | l         | j   |          |           |
| Tiếp cận | mũi hóa   |         |      |           | ȷ̃   |          |           |
| Vỗ       | Vỗ        |         |      | ɾ         |     |          |           |

### Nguyên âm
|                |               | Trước          | Trước    | Sau    | Sau     |
| không làm tròn | làm tròn      | không làm tròn | làm tròn |        |         |
| -------------- | ------------- | -------------- | -------- | ------ | ------- |
| Đóng           | ngắn          | i              | y        | ɯ      | u       |
| Đóng           | dài           | iː             | yː       | ɯː     | uː      |
| Mở             | ngắn          | e              | ø        | a      | o       |
| Mở             | dài           | eː             | øː       | aː     | oː      |
| Nguyên âm đôi  | Nguyên âm đôi | ie             | yø (wø)  | ɯa (ɛ) | uo (wo) |

## Chữ viết
| А а | Б б | В в   | Г г | Ҕ ҕ | Д д | Дь дь | Е е |
| Ё ё | Ж ж | З з   | И и | Й й | К к | Л л   | М м |
| Н н | Ҥ ҥ | Нь нь | О о | Ө ө | П п | Р р   | С с |
| Һ һ | Т т | У у   | Ү ү | Ф ф | Х х | Ц ц   | Ч ч |
| Ш ш | Щ щ | Ъ ъ   | Ы ы | Ь ь | Э э | Ю ю   | Я я |